# Azúcar

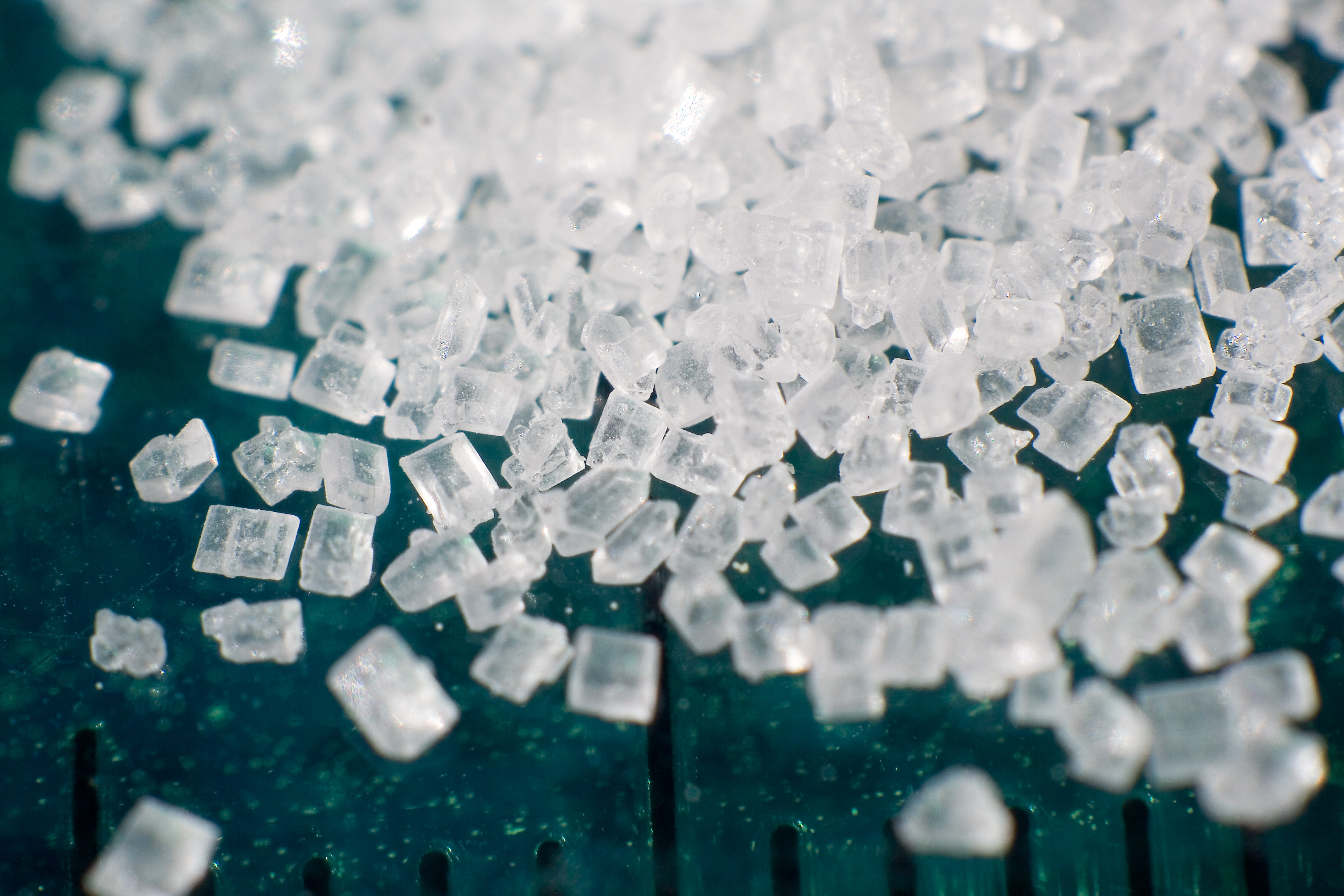
Ampliación de los granos de azúcar, mostrando su estructura cristalina monoclínica hemihedral.

Se denomina azúcar en el uso más extendido de la palabra, a la sacarosa, cuya fórmula química es C12H22O11, también llamada «azúcar común», o «azúcar de mesa».
La sacarosa es un disacárido formado por una molécula de glucosa y una de fructosa, que se obtiene principalmente de la caña de azúcar o de la remolacha. El 27 % de la producción total mundial se realiza a partir de la remolacha y el 73 % a partir de la caña de azúcar. En Tailandia también suelen sacar azúcar de coco. 
La sacarosa se encuentra en todas las plantas, y en cantidades apreciables en otras plantas distintas de la caña de azúcar o la remolacha, como el sorgo, el coco y el arce azucarero.
En ámbitos industriales se usa la palabra azúcar o azúcares para designar los diferentes monosacáridos y disacáridos, que generalmente tienen sabor dulce, aunque por extensión se refiere a todos los hidratos de carbono.
El azúcar de coco es un producto derivado de extraer la savia de la flor del coco y calentarla para que se evapore la mayor parte del agua. Este procedimiento consigue que se retengan parte de los nutrientes de la flor y se obtiene un endulzante que puede tener una textura cristalina similar a la del azúcar moreno, con un ligero color y aroma tostado.
Funde a los 160 °C y calentada a 210 °C se transforma en una masa de color pardo denominada caramelo, utilizada en la elaboración de dulces y pasteles, así como para la saborización y coloración de líquidos.
Si se calienta por encima de 145 °C en presencia de compuestos amino (NH2), derivados por ejemplo de proteínas, tiene lugar el complejo sistema de reacciones de Maillard, que genera colores, olores y sabores generalmente apetecibles, y también pequeñas cantidades de compuestos indeseables.
El azúcar es una importante fuente de calorías en la dieta alimenticia moderna, pero es frecuentemente asociada a calorías vacías, debido a la completa ausencia de vitaminas, minerales y sales.
En alimentos industrializados el porcentaje de azúcar puede llegar al 80 %. La Organización Mundial de la Salud recomienda que el azúcar no supere el 10 % de las calorías diarias consumidas. Investigaciones científicas y la práctica médica han asociado el exceso de consumo de azúcar con las siguientes afectaciones a la salud humana, como: Hipertensión arterial, osteoporosis, hiperactividad, avitaminosis, obesidad, cáncer, diabetes mellitus tipo 2, alzheimer, caries, entre otros.

## Historia

### Edad Antigua y Edad Media
El azúcar se ha producido en el subcontinente indio desde la antigüedad. No era abundante o barata en los primeros tiempos y la miel se utilizaba con más frecuencia para endulzar en casi todo el mundo. Originalmente, la gente masticaba la caña de azúcar en bruto para extraer su dulzura. La caña de azúcar era una especie nativa de los trópicos, en Asia meridional y en el sudeste asiático. Las diferentes especies de caña parecen tener su origen en diferentes lugares, siendo Saccharum barberi originaria de la India y S. edule y S. officinarum provenientes de Nueva Guinea. Una de las referencias históricas más tempranas a la caña de azúcar está en manuscritos chinos del siglo VIII a. C. que afirman que el uso de la caña de azúcar se originó en la India.[cita requerida]
El azúcar no tuvo apenas importancia hasta que los indios descubrieron métodos para convertir el jugo de la caña de azúcar en cristales granulados que eran más fáciles de almacenar y transportar. Fueron descubiertos cristales de azúcar de la época de la Gupta Imperial, alrededor del siglo V d. C. En la lengua indígena local, estos cristales se llaman khanda (खण्ड, khaṇḍa).
Los marineros indios, quienes llevaban mantequilla y azúcar como suministros, introdujeron el conocimiento del azúcar en las diversas rutas comerciales por las que viajaban. Los monjes budistas, en sus viajes, llevaron los métodos de cristalización de azúcar a China. Durante el reinado de Harsha (606 a 647) en el norte de la India, los enviados de la India en la China Tang enseñaron métodos de cultivo de la caña de azúcar después del reinado de Li Shimin (que reinó de 626-649), que manifestó su interés por el azúcar. Posteriormente, China estableció sus primeras plantaciones de caña de azúcar en el siglo VII. Los documentos chinos confirman, al menos, dos expediciones a la India, iniciadas en el 647, para obtener la tecnología para el refinado del azúcar. En el sur de Asia, en Oriente Medio y en China, el azúcar se convirtió en un elemento básico de la cocina y de los postres.
Las conquistas de Alejandro Magno se detuvieron a orillas del río Indo por la negativa de sus tropas para ir más al este. Allí vieron a las personas en el subcontinente indio cultivando la caña y fabricando un dulce granulado, localmente llamado sharkara (शर्करा, sarkara), pronunciado como saccharum (ζάκχαρι). En su viaje de regreso, los soldados macedonios se llevaron "cañas de miel" con ellos. La caña de azúcar se mantuvo como un cultivo poco conocido en Europa durante más de un milenio. El azúcar era un bien escaso y los comerciantes de azúcar eran ricos.
Los cruzados trajeron con ellos el azúcar a Europa después de sus campañas en Tierra Santa, donde se encontraron con caravanas que transportaban esa "sal dulce". A principios del siglo XII, Venecia adquirió algunas aldeas cerca de Tiro y estableció fincas para producir azúcar para exportar a Europa, donde se complementaba con la miel, que anteriormente había sido el único edulcorante disponible. El cronista de las cruzadas Guillermo de Tiro, en un escrito de finales del siglo XII, describió el azúcar como un producto "muy necesario para el uso y la salud de la humanidad". En el siglo XV, Venecia era el principal centro de refinación y distribución de azúcar de Europa.

### Edad Moderna
En agosto de 1492, Cristóbal Colón se detuvo en La Gomera, en las Islas Canarias para cargar vino y agua, con la intención de permanecer solo cuatro días. No obstante, tuvo una relación sentimental con Beatriz de Bobadilla y se quedó un mes. Cuando finalmente iba a partir, ella le dio unas cañas de azúcar, que fueron las primeras en llegar a América.
Los portugueses llevaron el azúcar a Brasil. En torno a 1540 había 800 fábricas de azúcar de caña en la isla de Santa Catarina y había otras 2000 en la costa norte de Brasil, en Demarara y en Surinam. La primera zafra tuvo lugar en la isla de La Española en 1501; y se construyeron muchos ingenios azucareros (fábricas) en Cuba y Jamaicaen la década de 1520.
El azúcar fue un lujo en Europa hasta el siglo XVIII, en que se hizo más asequible. Luego se popularizó y en el siglo XIX el azúcar llegó a ser considerado una necesidad. Esta evolución del gusto y de la demanda de azúcar como ingrediente de alimentos esenciales desató grandes cambios económicos. Durante los siglos XVIII y XIX muchos europeos prosperaron con la industria azucarera en las Antillas y otros lugares de América. La demanda de mano de obra barata para realizar el duro trabajo necesario para su cultivo y procesamiento aumentó la demanda de la trata de esclavos del África subsahariana. También hubo una gran demanda de trabajadores semi-esclavos contratados en Asia. La mezcla étnica moderna de muchas regiones ha sido influenciada por la demanda de azúcar.
El azúcar también llevó a algunos industrialización de las antiguas colonias. Por ejemplo, el teniente J. Paterson, del establecimiento de Bengala, convenció al gobierno británico que la caña de azúcar podría ser cultivada en la India británica con muchas ventajas y a menor coste que en las Indias Occidentales. Como resultado, las fábricas de azúcar se establecieron en Bihar, al este de la India.
En el siglo XVIII se descubrió la manera de extraer azúcar de una variante de la remolacha. Durante las guerras napoleónicas, la producción de remolacha azucarera aumentó en la Europa continental debido a la dificultad de importar azúcar cuando el envío fue objeto de bloqueo. En 1880, la remolacha azucarera era la principal fuente de azúcar en Europa. Esta se cultivaba en Lincolnshire y otras partes de Inglaterra, aunque el Reino Unido siguió importando la parte principal de su azúcar de sus colonias.
Hasta finales del siglo XIX, el azúcar fue comprado en panes de azúcar (en inglés, sugarloafs, que significa hogazas de azúcar), que tenían que ser cortados. En años posteriores, el azúcar se vendió habitualmente granulado y en bolsas.
Los terrones de azúcar se produjeron en el siglo XIX. El primer inventor de un proceso para disponer el azúcar en forma de cubo fue el moravo Jakub Kryštof Rad, director de una empresa azucarera en Dačice. Comenzó la producción de terrones de azúcar después de haber adquirido una patente de cinco años, el 23 de enero de 1843. Henry Tate, de Tate & Lyle, fue otro de los primeros fabricantes de terrones de azúcar en sus refinerías en Liverpool y Londres. Tate adquirió una patente para la fabricación de terrones de azúcar del alemán Eugen Langen, quien en 1872 había inventado un método diferente de procesamiento de terrones de azúcar.

## Origen
| Alimento            | Total de carbohidratos incluyendo "fibra alimenticia" | Total de azúcares | Fructosa | Glucosa | Sacarosa | Ratio de Fructosa/ Glucosa | % de sacarosa del total de azúcares |
| Frutas              |                                                       |                   |          |         |          |                            |                                     |
| ------------------- | ----------------------------------------------------- | ----------------- | -------- | ------- | -------- | -------------------------- | ----------------------------------- |
| Manzana             | 13.8                                                  | 10.4              | 5.9      | 2.4     | 2.1      | 2.0                        | 19.9                                |
| Albaricoque         | 11.1                                                  | 9.2               | 0.9      | 2.4     | 5.9      | 0.7                        | 63.5                                |
| Plátano             | 22.8                                                  | 12.2              | 4.9      | 5.0     | 2.4      | 1.0                        | 20.0                                |
| Higo                | 63.9                                                  | 47.9              | 22.9     | 24.8    | 0.9      | 0.93                       | 0.15                                |
| Uva                 | 18.1                                                  | 15.5              | 8.1      | 7.2     | 0.2      | 1.1                        | 1                                   |
| Naranja             | 12.5                                                  | 8.5               | 2.25     | 2.0     | 4.3      | 1.1                        | 50.4                                |
| Melocotón           | 9.5                                                   | 8.4               | 1.5      | 2.0     | 4.8      | 0.9                        | 56.7                                |
| Pera                | 15.5                                                  | 9.8               | 6.2      | 2.8     | 0.8      | 2.1                        | 8.0                                 |
| Piña                | 13.1                                                  | 9.9               | 2.1      | 1.7     | 6.0      | 1.1                        | 60.8                                |
| Ciruela             | 11.4                                                  | 9.9               | 3.1      | 5.1     | 1.6      | 0.66                       | 16.2                                |
| Verduras            |                                                       |                   |          |         |          |                            |                                     |
| Remolacha roja      | 9.6                                                   | 6.8               | 0.1      | 0.1     | 6.5      | 1.0                        | 96.2                                |
| Zanahoria           | 9.6                                                   | 4.7               | 0.6      | 0.6     | 3.6      | 1.0                        | 77                                  |
| Maíz dulce          | 19.0                                                  | 6.2               | 1.9      | 3.4     | 0.9      | 0.61                       | 15.0                                |
| Pimiento rojo dulce | 6.0                                                   | 4.2               | 2.3      | 1.9     | 0.0      | 1.2                        | 0.0                                 |
| Cebolla dulce       | 7.6                                                   | 5.0               | 2.0      | 2.3     | 0.7      | 0.9                        | 14.3                                |
| Patata dulce        | 20.1                                                  | 4.2               | 0.7      | 1.0     | 2.5      | 0.9                        | 60.3                                |
| Patata              | 27.9                                                  | 0.5               | Bajo     | Bajo    | Bajo     | No disponible              | Bajo                                |
| Caña de azúcar      |                                                       | 13-18             | 0.2-1.0  | 0.2-1.0 | 11-16    | 1.0                        | Alto                                |
| Remolacha dulce     |                                                       | 17-18             | 0.1-0.5  | 0.1-0.5 | 16-17    | 1.0                        | Alto                                |

## Calidad del azúcar
El azúcar es un endulzante de origen natural, sólido, cristalizado, constituido esencialmente por cristales sueltos de sacarosa, obtenidos a partir de la caña de azúcar (saccharum officinarum L) o de la remolacha azucarera (beta vulgaris L) mediante procedimientos industriales apropiados. Un grano de azúcar es entre 30 y 70 % menor que el grano de arroz.
El azúcar blanco se somete a un proceso de purificación química —llamado sulfitación— haciendo pasar a través del jugo de caña el gas SO2 obtenido por combustión de azufre.
La película de miel que rodea el cristal de azúcar moreno o rubio contiene sustancias como minerales y vitaminas. En el argot azucarero, a estas sustancias se les llama impurezas. Cabe aclarar que, durante el proceso de refinación, a todas las sustancias que no son sacarosa se consideran impurezas, pero son inofensivas para la salud. Y son estas las que le otorgan el color y sabor particular.
Cada día es mucho más frecuente en platos y dulces preparados encontrarse otros azúcares diferentes; glucosa, fructosa —básicamente de la planta de maíz, preferida por su asimilación más lenta[cita requerida]— o combinados con edulcorantes artificiales.

## Etimología

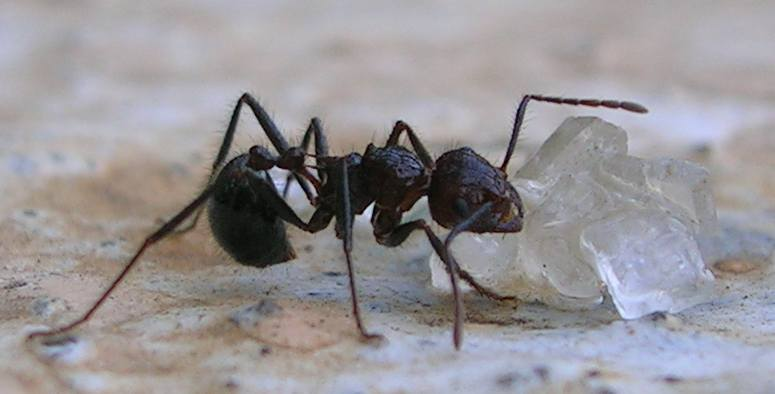
Hormiga alimentándose de cristales de azúcar

La palabra azúcar viene del sánscrito sharkara, que los persas transformaron en sakar. Los griegos tomarían el término persa y lo llamarían sakjar. El árabe clásico tomó el término griego y lo llamó sukkar, y posteriormente el árabe hispano lo llamó assúkar. El sánscrito tomó la palabra sharkara de çarkara, que significa arenilla, ya que llamaban así al polvo blanquecino de la caña de azúcar.
Según la Real Academia Española, el azúcar tiene género ambiguo, pero cuando va sin especificativo es mayoritario su empleo en masculino.
A pesar de que no empieza con una letra a tónica, su artículo siempre se utiliza masculino.

## Tipos de azúcar

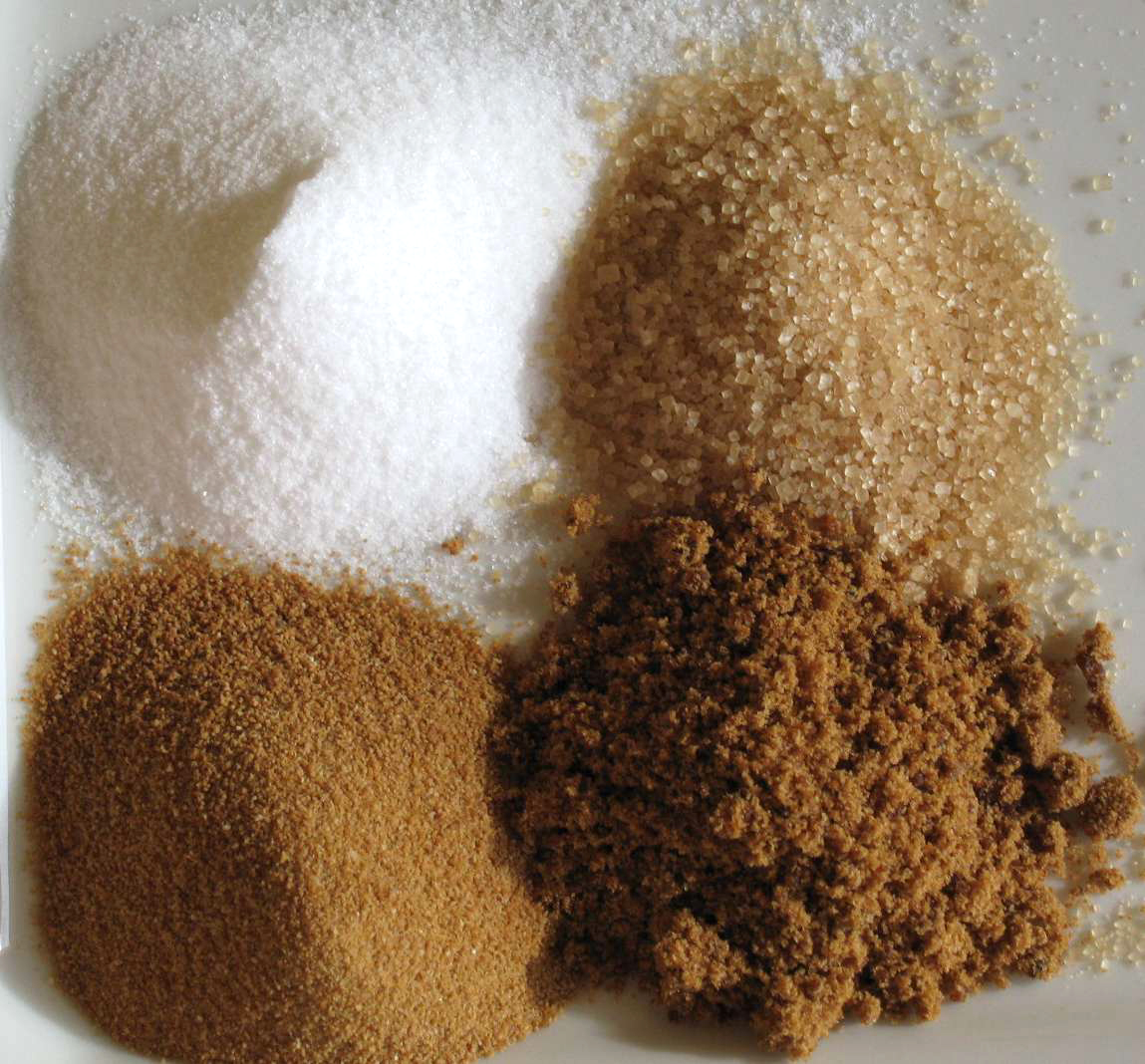
De izquierda a derecha y de arriba abajo: azúcar blanco refinada, azúcar sin refinar, azúcar moreno y panela molida

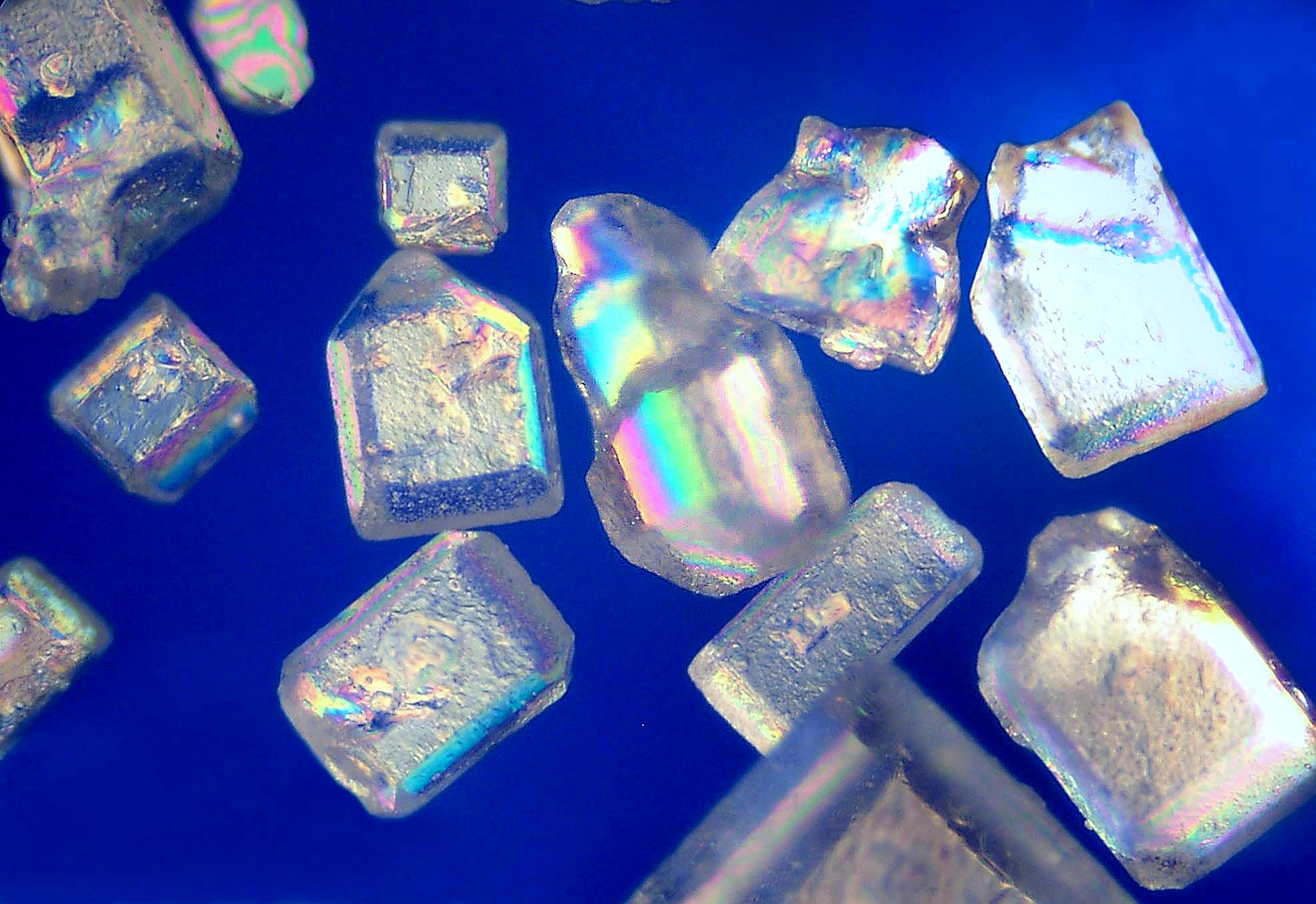
Cristales de azúcar bajo el microscopio polarizante

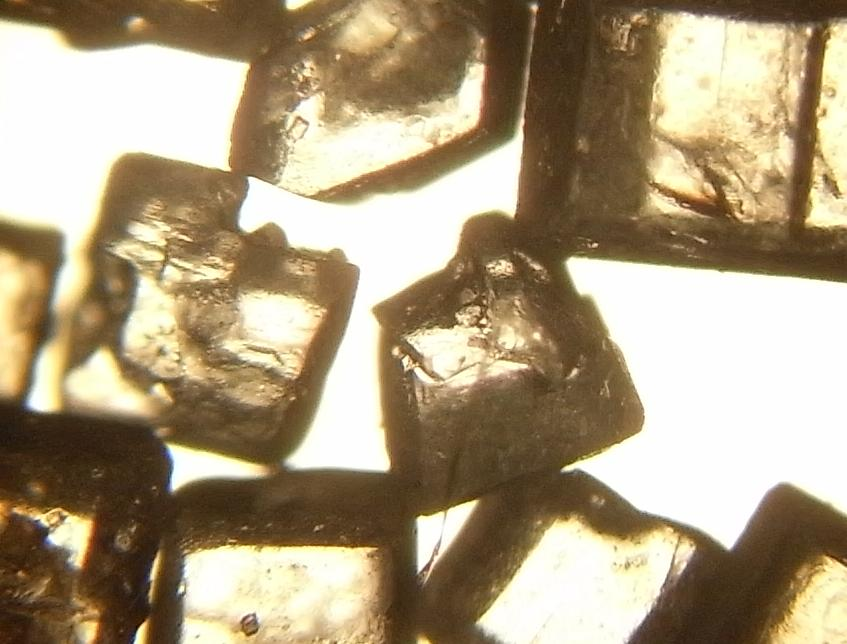
Cristales de azúcar bajo el microscopio óptico

El azúcar se puede clasificar por su origen (de caña de azúcar o remolacha), pero también por su grado de refinación o sus características. Normalmente, la refinación se expresa visualmente a través del color (azúcar moreno, azúcar rubio, blanco), que está dado principalmente por el porcentaje de sacarosa que contienen los cristales.
Los tipos de azúcar que se comercializan habitualmente son los siguientes:
- Azúcar blanco: Es el azúcar con más grado de pureza[29] con más del 99 por ciento de sacarosa. Es fruto de un proceso de refinamiento moderno. También se le llama azúcar refinado o azúcar refino (en Cuba).
- Azúcar glacé: También conocido como glas, glasé, en polvo o "lustre".[29] Es azúcar blanco finamente molido.[29]
- Azúcar moreno (también llamado "azúcar prieto", "azúcar negro" o "azúcar crudo"): se obtiene del jugo de caña de azúcar y no se somete a refinación, solo cristalizado y centrifugado. Este producto integral, debe su color a una película de melaza que envuelve cada cristal. Normalmente tiene entre 96 y 98 grados de sacarosa. Su contenido de mineral es ligeramente superior al azúcar blanco, pero muy inferior al de la melaza.
- Azúcares líquidos: Se obtiene disolviendo el azúcar en agua desmineralizada.[29]
- Terrones de azúcar: Son de azúcar blanco o moreno y se les da esa forma mediante vapor de agua y presión.[30]
- Azúcar ecológico de caña integral: se obtiene de cultivos donde se han empleado métodos ecológicos.[30]
- Azúcar candy moreno: Es azúcar moreno que se presenta en cristales de gran tamaño. Esto se obtiene alargando el proceso de cristalización durante la producción.[30]
- Azúcar extrafino: es un azúcar blanco cuyos cristales han pasado por una serie de tamices para que tengan un tamaño menor del normal. Se utiliza a veces en repostería o en bebidas para que se disuelva mejor.[30]
- Perlas de azúcar blanco: habituales en el norte de Europa. Es azúcar blanca que se presenta en perlas duras con forma ovalada. Se utilizan para repostería ya que en el horno no se derriten del todo y dejan una textura crujiente.[30]

### Etapas de producción a partir de la caña de azúcar
El procesamiento del azúcar se puede dividir en las siguientes etapas:
- Cosecha. Cortado y recolección de la caña de azúcar.
- Almacenaje. Se determina la calidad, el contenido de sacarosa, fibra y nivel de impurezas. La caña es pesada y lavada. (no todos los ingenios lo llevan a cabo)
- Picado de la caña. La caña es picada en máquinas especialmente diseñadas para obtener fibras de la caña
- Molienda. Mediante presión se extrae el jugo de la caña. Se agrega agua caliente (80° a 95°) para extraer el máximo de sacarosa que contiene el material fibroso.
- Clarificación y refinación. En la clarificación se eleva la temperatura del jugo, se separa un jugo claro. Es posible también refinarlo y para ello se agregan huesos o cal que ayuda a separar los compuestos insolubles. También suele tratarse con dióxido de azufre gaseoso para blanquearlo. No todo el azúcar de color blanco proviene de un proceso de refinado.
- Evaporación. Se evapora el agua del jugo y se obtiene una meladura o jarabe con una concentración aproximada de sólidos solubles del 55 % al 60 %. La meladura es purificada en un clarificador. La operación es similar a la anterior para clarificar el jugo filtrado. Una parte de esta meladura se destina a la elaboración del piloncillo (llamado también tapadulce —Costa Rica—, chancaca —América del Sur—, panela —Colombia— o papelón —Venezuela—)
- Cristalización. De la cristalización se obtienen los cristales (azúcar) y líquido. El líquido que sobra es la llamada melaza que se emplea como suplemento alimenticio y para la elaboración de bebidas alcohólicas como el ron.
- Centrifugado. Se separan los cristales del líquido.
- Secado y enfriado. El azúcar húmedo es secada en secadoras de aire caliente en contracorriente y luego llevadas a enfriadores en contracorriente.
- Envasado. El azúcar seco y frío se empaca en sacos y está listo para su venta.[31]

## Mercado del azúcar

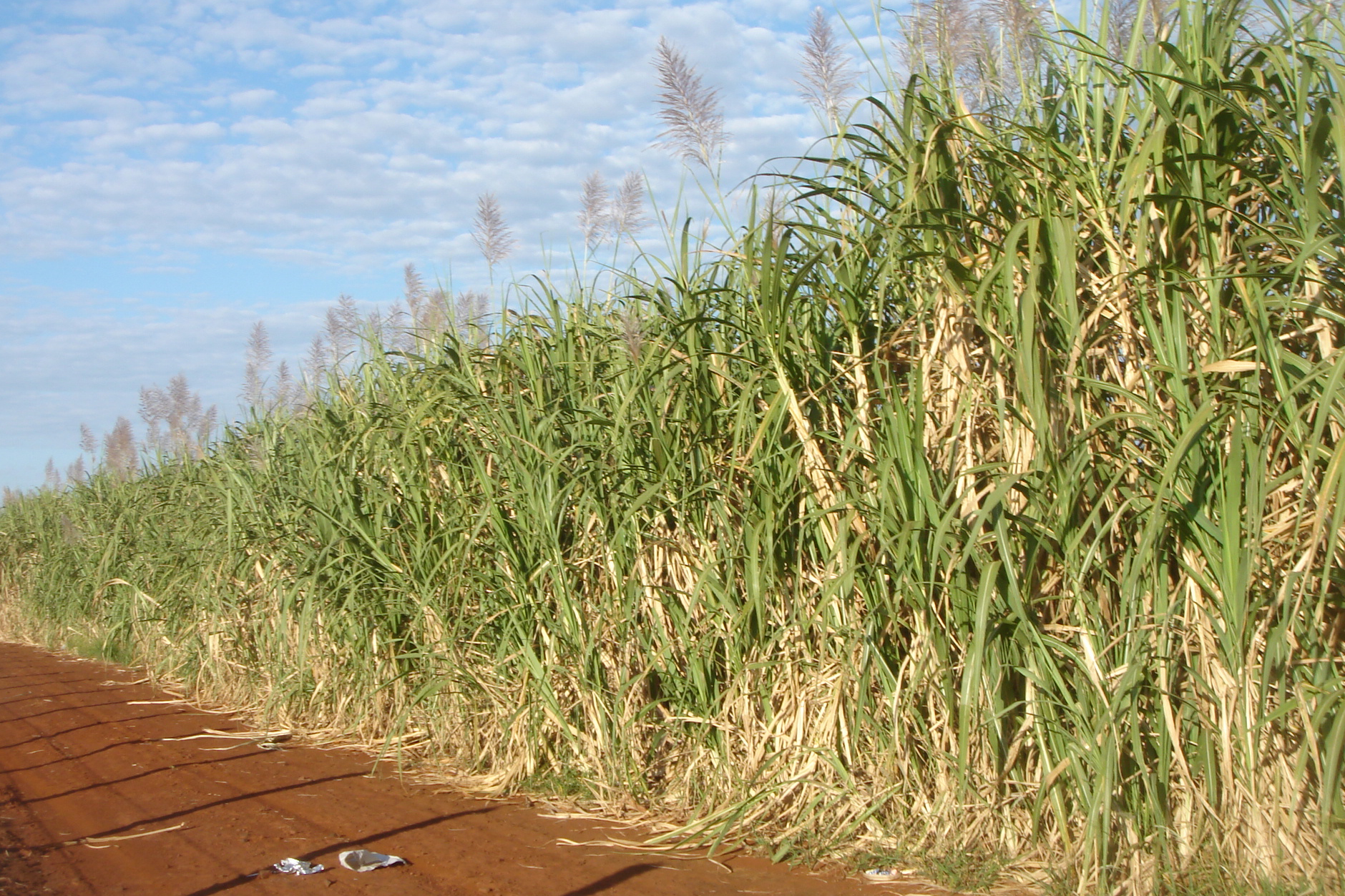
Plantación de caña de azúcar en São Paulo, Brasil

En el mercado del azúcar se distinguen dos tipos de productos, el azúcar cruda y el azúcar refinada o blanca. Dentro de cada tipo existen diferentes categorías según sus diferentes calidades. El azúcar cruda se produce solamente de caña de azúcar, en tanto el azúcar refinada se produce tanto de caña de azúcar como de remolacha azucarera. En este sentido, se considera que la industria de la caña de azúcar tiene una mayor flexibilidad para responder a los cambios de precios relativos entre azúcar cruda y azúcar refinada.
El mercado mundial del azúcar es uno de los más distorsionados del mundo como resultado de un amplio conjunto de políticas de protección y de subsidio a la producción y exportaciones por parte de los principales países productores y consumidores del mundo. A nivel general, se pueden distinguir, básicamente, dos tipos de mercados de azúcar: el mercado protegido y el mercado libre.
El mercado protegido consiste en acuerdos preferenciales y contratos de largo plazo que incluyen el sistema de cuotas de los Estados Unidos, las cuotas de la Unión Europea, las exportaciones de Cuba a China y las exportaciones de Australia a Canadá.
En el mercado libre se transan los volúmenes no cubiertos por convenios especiales. Estas transacciones se realizan preferentemente en las diferentes bolsas azucareras, entre las cuales se encuentran las de Nueva York, Londres, París y Hong Kong. Además de transacciones spot, en el mercado libre de azúcar se utilizan instrumentos tales como forward, futuros y derivados.

### Producción mundial anual de azúcar
Los principales productores de azúcar son:
| País           | 2011/12 | 2012/13 | 2013/14 | 2014/15 | May 2015/16 | Nov 2015/16 |
| -------------- | ------- | ------- | ------- | ------- | ----------- | ----------- |
| Brasil         | 36 150  | 38 600  | 37 800  | 35 950  | 36 000      | 35 000      |
| India          | 28 620  | 27 337  | 26 605  | 30 240  | 29 050      | 28 530      |
| Unión Europea  | 18 320  | 16 655  | 16 020  | 16 750  | 15 500      | 16 100      |
| Tailandia      | 10 235  | 10 024  | 11 333  | 10 790  | 11 400      | 10 800      |
| China          | 12 341  | 14 001  | 14 263  | 11 000  | 10 820      | 10 580      |
| Estados Unidos | 7700    | 8148    | 7676    | 7845    | 7665        | 7992        |
| México         | 5351    | 7393    | 6382    | 6344    | 6360        | 6419        |
| Pakistán       | 4520    | 5000    | 5630    | 5230    | 5430        | 5430        |
| Australia      | 3683    | 4250    | 4380    | 4700    | 4800        | 5000        |
| Rusia          | 5545    | 5000    | 4400    | 4350    | 4500        | 4700        |
| Guatemala      | 2499    | 2778    | 2862    | 2900    | 2965        | 2965        |
| Filipinas      | 2400    | 2400    | 2500    | 2320    | 2500        | 2300        |
| Turquía        | 2262    | 2130    | 2300    | 2055    | 2300        | 2300        |
| Argentina      | 2150    | 2300    | 1780    | 2150    | 2250        | 2250        |
| Colombia       | 2270    | 1950    | 2300    | 2350    | 2250        | 2250        |
| Indonesia      | 1830    | 2300    | 2300    | 2100    | 2250        | 2250        |
| Egipto         | 1980    | 2000    | 2013    | 2067    | 2125        | 2125        |
| Cuba           | 1400    | 1600    | 1650    | 1850    | 1665        | 1850        |
| Sudáfrica      | 1897    | 2020    | 2435    | 2192    | 2050        | 1750        |
| Vietnam        | 1400    | 1650    | 1725    | 1545    | 1700        | 1650        |
| Ucrania        | 2300    | 2400    | 1196    | 2135    | 1445        | 1445        |
| Irán           | 1370    | 1300    | 1370    | 1370    | 1370        | 1370        |
| Perú           | 1072    | 1080    | 1150    | 1220    | 1240        | 1240        |
| Japón          | 750     | 760     | 750     | 810     | 750         | 810         |
| Nicaragua      | 615     | 712     | 745     | 728     | 770         | 770         |
| Otros          | 13 711  | 13 836  | 13 993  | 14 112  | 14 250      | 14 270      |
| Total          | 172 371 | 177 624 | 175 558 | 175 103 | 173 405     | 172 146     |

En 2003, 16 países concentraban el 87,1 % de la producción mundial.

### Consumo
El consumo mundial se presenta del siguiente modo:
| País                   | 2011/12 | 2012/13 | 2013/14 | 2014/15 | May 2015/16 | Nov 2015/16 |
| ---------------------- | ------- | ------- | ------- | ------- | ----------- | ----------- |
| India                  | 24 180  | 25 588  | 26 023  | 27 195  | 28 000      | 28 000      |
| Unión Europea          | 18 200  | 18 250  | 18 500  | 18 700  | 18 800      | 18 800      |
| China                  | 14 200  | 15 100  | 16 445  | 17 558  | 17 700      | 17 500      |
| Brasil                 | 11 500  | 11 200  | 11 260  | 11 500  | 11 400      | 11 150      |
| Estados Unidos         | 10 106  | 10 421  | 10 722  | 10 836  | 10 873      | 10 691      |
| Rusia                  | 5700    | 5700    | 5400    | 5700    | 5800        | 5800        |
| Indonesia              | 5050    | 5400    | 5450    | 5500    | 5550        | 5550        |
| Pakistán               | 4300    | 4400    | 4500    | 4700    | 4950        | 4800        |
| México                 | 4384    | 4544    | 4184    | 4638    | 4505        | 4651        |
| Egipto                 | 2850    | 2840    | 2870    | 2930    | 3000        | 3000        |
| Tailandia              | 2510    | 2525    | 2495    | 2500    | 2600        | 2600        |
| Irán                   | 2333    | 2793    | 2917    | 1949    | 2735        | 2560        |
| Filipinas              | 2150    | 2150    | 2250    | 2280    | 2300        | 2300        |
| Turquía                | 2300    | 2300    | 2300    | 2300    | 2300        | 2300        |
| Bangladés              | 1765    | 1637    | 2190    | 2132    | 2230        | 2195        |
| Japón                  | 2036    | 1998    | 2108    | 2153    | 2139        | 2030        |
| Emiratos Árabes Unidos | 1144    | 1864    | 1444    | 1911    | 1895        | 1925        |
| Vietnam                | 1784    | 1806    | 1888    | 1818    | 1893        | 1903        |
| Sudáfrica              | 1810    | 1850    | 1890    | 1952    | 1900        | 1900        |
| Argentina              | 1800    | 1820    | 1839    | 1861    | 1810        | 1810        |
| Malasia                | 1403    | 1629    | 1593    | 1723    | 1815        | 1810        |
| Perú                   | 1201    | 1600    | 1215    | 1679    | 1752        | 1701        |
| Sudán                  | 1175    | 1555    | 1211    | 1615    | 1425        | 1680        |
| Colombia               | 1766    | 1950    | 1510    | 1580    | 1630        | 1605        |
| Ucrania                | 1700    | 1900    | 1752    | 1587    | 1580        | 1580        |
| Corea del Sur          | 1162    | 1268    | 1421    | 1451    | 1440        | 1455        |
| Otros                  | 32 291  | 33 138  | 32 360  | 32 756  | 33 143      | 33 173      |
| Total                  | 159 599 | 165 626 | 166 522 | 170 825 | 173 413     | 172 768     |

## Influencia sobre la salud

### Presión arterial
El alto consumo de azúcar demostró que aumenta significativamente la tensión sistólica y la presión arterial diastólica; las personas que consumen el 25% o más de calorías de azúcar tienen casi tres veces mayor riesgo de muerte por enfermedad cardiovascular.

### Metabolismo y osteoporosis
Elimina calcio del hueso: el cuerpo extrae calcio del hueso para neutralizar la acidez provocada por el azúcar refinado y ese calcio se pierde por la orina.

### Hiperactividad
Un metaanálisis reveló que el consumo de azúcar no mejora el estado de ánimo, pero que puede reducir el estado de alerta y aumentar la fatiga. Algunos estudios reportan relación causa efecto entre un alto consumo de azúcar refinado e hiperactividad, otros estudios sugieren que la cantidad de azúcar en la dieta no influye en el comportamiento infantil, sino que los padres que tienen prejuicios hacia los efectos de los dulces perciben erróneamente que sus hijos están más inquietos y nerviosos cuando comen golosinas.

### Desplazamiento nutricional
Los alimentos ricos en azúcar suelen contener menor cantidad de vitaminas y minerales y pueden estar reemplazando a alimentos más nutritivos. Asimismo, contienen un exceso de calorías, lo cual puede ocasionar obesidad. Esto es lo que se conoce como el argumento de la caloría vacía.

### Cáncer
Diversos estudios de investigación indican que las células cancerosas consumen más azúcar (glucosa) que las células normales. No obstante, ningún estudio ha demostrado que consumir azúcar empeore el cáncer ni que eliminar su consumo lo haga disminuir o desaparecer y diferentes estudios evidencian que no existe asociación entre el consumo de azúcar y el cáncer. Solo existe evidencia posible de una relación entre la ingesta de monosacáridos (fructosa y glucosa) y el riesgo de desarrollar cáncer de páncreas, y entre el índice glucémico (IG) y el cáncer colorrectal.
No obstante, algunos autores señalan que una alimentación con un alto contenido de azúcar puede ocasionar un excesivo aumento de peso, y la obesidad está asociada a un riesgo elevado de padecer diversos tipos de cáncer. Otros autores señalan que la evidencia sobre la asociación entre la ingesta de azúcar añadido y el riesgo de desarrollar cáncer en adultos o en niños es insuficiente.

### Diabetes mellitus tipo 2
Actualmente, se conoce que las dietas ricas en azúcar pueden provocar un aumento excesivo de peso y resistencia a la insulina, lo cual predispone a padecer diabetes mellitus tipo 2 (DMT2). Esta enfermedad ha experimentado un drástico aumento de incidencia en las últimas décadas, principalmente debido a factores del estilo de vida occidental, como la falta de ejercicio y las dietas altas en calorías.

### Alzheimer
Se ha demostrado consistentemente que la DMT2 es un factor de riesgo para la enfermedad de Alzheimer. Por lo tanto, los cambios en la dieta pueden reducir significativamente el riesgo de desarrollar DMT2 y enfermedad de Alzheimer, y con ello aumentar la calidad de vida y mejorar la longevidad.

### Caries

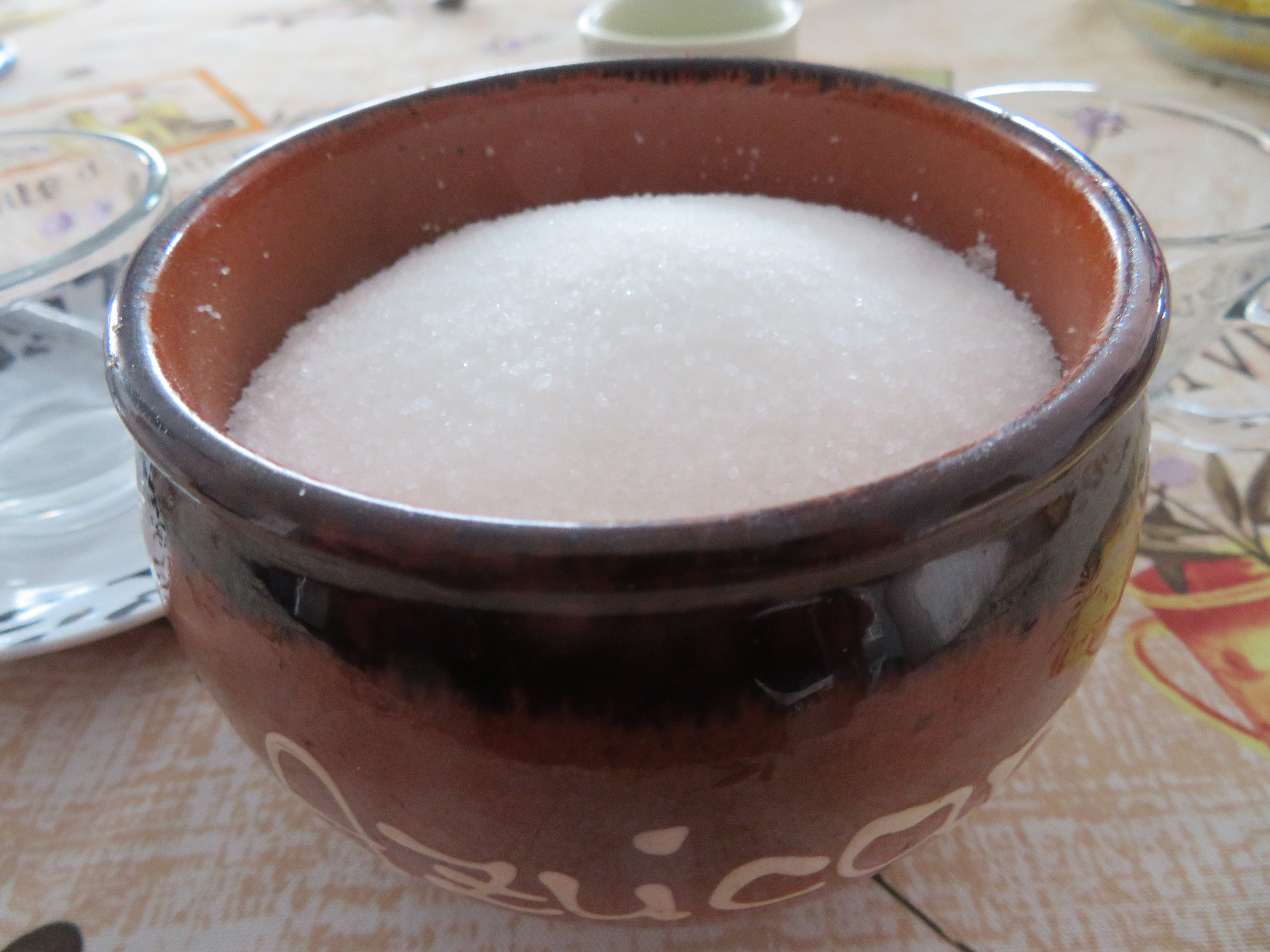
Azúcar blanco

Una dieta alta en azúcar es la principal causa de la aparición de caries dental. Un informe de la OMS afirmó que "el azúcar es indudablemente el factor dietético más importante en el desarrollo de caries"  Una revisión de estudios en humanos mostró que la incidencia de caries es menor cuando la ingesta de azúcar es inferior al 10% de la energía total consumida.

### Obesidad
La obesidad inducida por la adicción al azúcar es un problema de salud pública. El consumo excesivo de azúcar, presente en bebidas azucaradas, alimentos procesados y golosinas, desencadena una serie de respuestas biológicas en el cerebro, similares a las que provoca el consumo de sustancias adictivas. Esta adicción se caracteriza por una necesidad compulsiva de consumir productos azucarados, lo que lleva a un aumento de la ingesta calórica y, en consecuencia, al incremento de peso

### Recomendación mundial de consumo
En 2003, un grupo de expertos internacionales elaboró un informe en nombre de la Organización Mundial de la Salud (OMS) y la Organización de las Naciones Unidas para la Agricultura y la Alimentación (FAO). En él se afirmaba que, si se quiere comer sano, se debe obtener menos del 10% de la energía de la dieta a partir de los llamados azúcares libres. A 2000 kcal, esto corresponde a unos 40-50 g al día. Los azúcares libres son azúcares añadidos a los alimentos por el fabricante, el cocinero o el consumidor, así como azúcares presentes de forma natural en la miel, los siropes y los zumos de frutas.
En 2009, la Asociación Americana del Corazón recomendó que la ingesta diaria de azúcar no superara los 45 g al día (hombres) o los 30 g al día (mujeres).

## Alternativas
Como alternativas al azúcar corriente en su condición de edulcorante, tratando de evitar sus malas consecuencias, con consecuencias negativas menores o a veces mayores aunque diversas, ya que la polémica continúa, se han presentado sustancias tales como el acesulfamo-K, el aspartamo, la estevia, la fructosa, el jarabe de agave, el maltitol, el manitol, la miel, la sucralosa, entre otros.